# Боні Аміан
Готран Бенуа Жуніор Боні Аміан (фр. Boni Gontran Benoit Junior Amian; нар. 29 березня 2003, Усру, Дабу, Гранд-Понтс, Лагюн, Кот-д'Івуар) — івуарійський футболіст, півзахисник «Хімок», який виступає у клубі Вищої ліги Білорусі «Динамо» (Мінськ).

## Життєпис

### «Саксан»
У липні 2023 року перейшов до молдовського «Саксана». Дебютував за клуб 3 жовтня 2023 року у матчі кубку Молдови проти клубу «Слобозії Маре», у цьому ж матчі відзначився дебютним дублем за клуб.

### «Хімки»
У січні 2024 року приєднався до підмосковних «Хімок», але не провів жодного матчу за клуб, але ж одразу був відправлений в оренду.

### Оренда в «Дніпро»
У лютому 2024 року офіційно приєднався до білоруського клубу в оренду до завершення сезону. Дебютував за клуб футболіст 15 березня 2024 року у матчі проти мозирської «Славії», вийшовши на поле у стартовому складі. 27 червня 2024 року відкликаний з оренди.

### Оренда в «Динамо» (Мінськ)
У червні 2024 року з'явилася інформація про те, що Боні знаходиться у розташуванні мінського «Динамо». 3 липня 2024 року відправлений в оренду до Динамо до кінця сезону, дебют Боні за клуб стався 8 серпня 2024 року в рамках кваліфікації Ліги Європи після виходу на заміну на 90-й хвилині гри.

## Досягнення
«Динамо» (Мінськ)
- Білоруська футбольна вища ліга
  -  Чемпіон (1): 2024